# Освајачи олимпијских медаља у атлетици — 20 километара ходање за жене
Освајачице олимпијских медаља у атлетици у дисциплини 20 км ходање за жене, која је на програму од Олимпијских игара 2000. у Сиднеју, када је заменила краћу дисциплину од 10 км, приказане су у следећој табели:
| Дисциплина                  |                            | Резултат   |                                   | Резултат |                          | Резултат |
| Сиднеј 2000. детаљи         | Ванг Липинг · Кина         | 1:29:05 ОР | Кјерсти Тисе Плецер · Норвешка    | 1:29:33  | Марија Васко · Шпанија   | 1:30:23  |
| Атина 2004. детаљи          | Атанасија Цумелка · Грчка  | 1:29:12    | Олимпијада Иванова · Русија       | 1:29:16  | Џејн Севил · Аустралија  | 1:29:25  |
| Пекинг 2008. детаљи         | Олга Канискина · Русија    | 1:26:31 ОР | Кјерсти Плецер · Норвешка         | 1:27:07  | Елиза Ригаудо · Италија  | 1:17:12  |
| Лондон 2012. детаљи         | Шиџи Ћејанг Кина           | 1:25:16 ОР | Хунг Љу Кина                      | 1:26:00  | Лу Шиући Кина            | 1:27:10  |
| Рио де Жанеиро 2016. детаљи | Хунг Љу Кина               | 1:28:35    | Марија Гуадалупе Гонзалес Мексико | 1:28:37  | Лу Шиући Кина            | 1:28:42  |
| Токио 2020. детаљи          | Антонела Палмисано Италија | 1:29:12    | Сандра Аренас Колумбија           | 1:29:37  | Хунг Љу Кина             | 1:29:57  |
| Париз 2024. детаљи          | Јан Ђиају Кина             | 1:25:54    | Марија Перез Шпанија              | 1:26:19  | Џемима Монтаг Аустралија | 1:26:25  |
| Лос Анђелес 2028.           |                            |            |                                   |          |                          |          |

## Биланс олимпијских медаља у дисциплини 20 км ходање за жене
Стање после ЛОИ 2024.
| Ранг | Држава          | Злато | Сребро | Бронза | Укупно |
| ---- | --------------- | ----- | ------ | ------ | ------ |
| 1.   | Кина            | 4     | 1      | 3      | 8      |
| 2.   | Русија          | 1     | 1      | -      | 2      |
| 3.   | Италија         | 1     | -      | 1      | 2      |
| 4.   | Грчка           | 1     | -      | -      | 1      |
| 5.   | Норвешка        | -     | 2      | -      | 2      |
| 6.   | Шпанија         | -     | 1      | 1      | 2      |
| 7.   | Мексико         | -     | 1      | -      | 1      |
| 7.   | Колумбија       | -     | 1      | -      | 1      |
| 9.   | Аустралија      | -     | -      | 2      | 2      |
|      | Укупно 9 земаља | 7     | 7      | 7      | 21     |